# Bärenpark (Berner Quartier)
Der Bärenpark wird zu den Quartieren der Stadt Bern gezählt. Es gehört zu den 2011 bernweit festgelegten 114 gebräuchlichen Quartieren und liegt im Stadtteil IV Kirchenfeld-Schosshalde, dort im statistischen Bezirk Gryphenhübeli. Es ist benannt nach dem Bärenpark Bern.
Die Nordgrenze bildet das Aareufer. Es grenzt ausserdem an die Quartiere Gryphenhübeli/Thunplatz, Schosshalde/Obstberg und Altenberg.
Im Jahr 2022 waren 39 Einwohner im Quartier gemeldet, davon 30 Schweizer und 9 Ausländer. Die Wohnbebauung befindet sich nördlich der Nydeggbrücke an der Felsenburg, die das Quartier mit der Innenstadt verbindet.